# Празан простор међу нама који може и да не постоји
Празан простор међу нама који може и да не постоји је четврти студијски албум српске музичке групе Репетитор. Албум је објављен 20. новембра 2020. године за словеначку издавачку кућу Moonlee Records, а доступан је у дигиталном формату, на компакт-диску и на грамофонској плочи.

## О албуму
Албум је снимљен током лета 2020. у београдском студију DTS (Down There Studio). Улогу тонског сниматеља обављао је Урош Милкић, а за послове продуцирања и миксовања био је задужен Милан Бјелица. Дизајн омота је дело Антонија Караче, док је аутор фотографија Борис Подобник.

## Успешност на топ листама

### Годишње листе албума
| Назив листе                                                         | Приређивач листе | Позиција    | Изв.  |
| ------------------------------------------------------------------- | ---------------- | ----------- | ----- |
| Балканрок одабрао најбоље у 2020. години: Топ 25 регионалних албума | Балканрок        | без поретка | [ 4 ] |
| Најбољи домаћи албуми у 2020.                                       |                  | без поретка | [ 5 ] |
| 10 најбољих регионалних албума 2020. године                         |                  |             | [ 6 ] |
| Топ 10 домаћих албума године                                        |                  | 4.          | [ 7 ] |
| Најбољи домаћи и регионални албуми 2020. године                     |                  | 13.         | [ 8 ] |

## Списак песама
Аутори музике и текстова су Борис Властелица, Ана-Марија Цупин и Милена Милутиновић.
| №               | Назив           | Трајање |  |
| 1.              | Џунгла          | 2:12    |  |
| 2.              | Кроз ветар      | 3:17    |  |
| 3.              | Горим           | 2:32    |  |
| 4.              | Кост и кожа     | 2:26    |  |
| 5.              | Са извора       | 2:23    |  |
| 6.              | Роба с грешком  | 3:30    |  |
| 7.              | Данима          | 3:44    |  |
| 8.              | Ноћима          | 2:18    |  |
| Укупно трајање: | Укупно трајање: | 22:22   |  |

## Синглови и спотови
- 1. Кост и кожа
  - Сингл је објављен почетком новембра 2020. године.
  - Спот је режирала Савина Смедеревац.[9]
- 2. Кроз ветар
  - Сингл је објављен средином маја 2021. године.
  - Спот је сниман на Биолошком факултету Универзитета у Београду. За режију је био задужен Никола Стојановић, док је сценарио потписала Нађа Петровић.[10]
- 3. Данима
  - Сингл је објављен крајем фебруара 2022. године.
  - Спот је режирао Павле Павловић.[11]
- 4. Са извора
  - Сингл је објављен средином марта 2023. године.
  - Спот је сниман током три хладна дана у фебруару 2023, на локацијама у околини Новог Сада. Редитељ је био Никола Стојановић.[12]

## Музичари

### Постава групе
- Борис Властелица — гитара, вокал, синтесајзер, бас-гитара
- Ана-Марија Цупин — бас-гитара, вокал
- Милена Милутиновић — бубањ, бас-гитара, вокал[1][2]

## Остале заслуге
- Урош Милкић — тонски сниматељ
- Милан Бјелица — продуцент, миксовање
- Репетитор — миксовање
- Антонио Карача — дизајн омота
- Борис Подобник — фотографије за омот[1][2]

## Рецензије
| Медиј | Аутор рецензије      | Оцена           | Изв.   |
| ----- | -------------------- | --------------- | ------ |
|       | Борис Абрамовић      | 5/5 звездица    | [ 13 ] |
|       | Бранислав Предојевић | 10/10 звездица  | [ 14 ] |
|       | Марко Блажић         | 9/10 звездица   | [ 15 ] |
|       | Синиша Миклаужић     | 4.5/5 звездица  | [ 16 ] |
|       | Срђан Страјнић       | 8.2/10 звездица | [ 17 ] |
|       | Зоран Стајчић        | 7/10 звездица   | [ 18 ] |
|       | Слободан Вујановић   | 5.5/10 звездица | [ 19 ] |